# 우쓰기 루미
우쓰기 루미(일본어: 宇津木 瑠美, 1988년 12월 5일 ~ )는 일본의 여자 축구 선수이다.

## 국가대표팀 경력
그녀는 2005년 5월 21일 뉴질랜드과의 경기에서 일본 국가대표팀에 데뷔했다. 4번의 FIFA 여자 월드컵, 2008년 하계 올림픽에 출전했다. 2011년 FIFA 여자 월드컵 우승, 2015년 FIFA 여자 월드컵 준우승, 2014년과 2018년 AFC 여자 아시안컵 우승. 그녀는 2019년까지 국제 A매치 113경기에 출전, 6득점을 넣었다.

## 통계
| 일본 | 일본 | 일본 |
| 연도 | 출전 | 득점 |
| ---- | ---- | ---- |
| 2005 | 5    | 0    |
| 2006 | 2    | 0    |
| 2007 | 9    | 0    |
| 2008 | 10   | 4    |
| 2009 | 3    | 0    |
| 2010 | 9    | 1    |
| 2011 | 9    | 0    |
| 2012 | 7    | 0    |
| 2013 | 8    | 0    |
| 2014 | 12   | 0    |
| 2015 | 13   | 0    |
| 2016 | 3    | 0    |
| 2017 | 13   | 0    |
| 2018 | 8    | 1    |
| 2019 | 2    | 0    |
| 합계 | 113  | 6    |